# Østrigs fodboldforbund
Österreichischer Fußballbund (ÖFB) er Østrigs nationale fodboldforbund og dermed det øverste ledelsesorgan for fodbold i landet. ÖFB administrerer de østrigske fodbolddivisioner og landsholdet.
Forbundet blev grundlagt i 1904, og blev medlem af FIFA i 1905 og medlem af UEFA i 1954.

## Ekstern henvisning
- OEFB.at Arkiveret 6. maj 2007 hos  Wayback Machine

| Fodbold | Spire Denne artikel om en fodboldorganisation er en spire som bør udbygges. Du er velkommen til at hjælpe Wikipedia ved at udvide den. |